# Gens Anícia
La gens Anícia (en llatí Anicia Gens) va ser una família romana que es menciona des del segle ii aC. Portaven el cognom Gal·lus (Gallus).
Dels que no portaven cognom (o no es coneix) cal mencionar:
- Anici Auqueni Bas (prefecte urbà)
- Anici Auqueni Bas (cònsol 408)
- Anici Auqueni Bas (cònsol 431)
- Anici Cerealis cònsol l'any 65
- Quint Anici Faust, senador i cònsol l'any 198
- Sext Anici Faust Paulí, cònsol l'any 298
- Gneu Anicius, militar
- T. Anicius, polític
- C. Anicius, senador amic de Ciceró
- Petroni Màxim Petronius Anicius Maximus emperador romà el 455
- Anici Olibri, emperador romà d'Occident el 472
- Anicia Juliana, filla d'Anici Olibri
- Boeci Anicius Manlius Severinus Boethius, filòsof
- Gregori el Gran Anicius Gregorius, papa